# Kuajok
Kuajok är en ort i Sydsudan. Den är delstaten Warraps administrativa och kommersiella centrum men inte administrativ huvudort för sitt län, Gogrial West. Den ligger i den centrala delen av landet, 500 kilometer nordväst om huvudstaden Juba.